# Taylor Gang Records
Taylor Gang Records (poznata i kao TGOD, akronim za Taylor Gang Or Die) je američka diskografska kuća koju je 2009. godine osnovao reper Wiz Khalifa u Pittsburghu, Pennsylvaniji. Za diskografsku kuću potpisan ugovor ima sedam izvođača i četiri producenta.

## Roster

### Izvođači
- Berner[1]
- Chevy Woods[2]
- Courtney Noelle[3][4]
- J.R. Donato[5]
- Quay Meanz[6]
- Project Pat[7][8][9]
- Tuki Carter[10]
- Ty Dolla $ign

### Producenti
- Sledgren[11]
- Cardo[12]
- Big Jerm[13]
- E. Dan[14]

### Ostali
- Courtney Noelle[15]
- Tuki Carter[16]

## Izdanja

### Objavljeni albumi
Wiz Khalifa
- Flight School (2009.)
- How Fly (2009.)
- Burn After Rolling (2009.)
- Kush & Orange Juice (2010.)
- Cabin Fever (2011.)
- Taylor Allderdice (2012.)
- Chuck Taylor (2014.)

Chevy Woods
- Pilot Shit (2010.)
- Red Cup Music (2011.)
- The Cookout (2011.)
- Gang Land (2012.)

Juicy J
- Blue Dream & Lean (2011.)

Neako
- The Number 23 (2011.)
- LVLZebra (2012.)

### Nadolazeći albumi
Lola Monroe
- Crown Ain't Safe (2012.)

## Vanjske poveznice
- Službena stranica  Arhivirana inačica izvorne stranice od 24. prosinca 2011. (Wayback Machine)